# Список перших запусків космічних супутників власними ракетами-носіями за країною

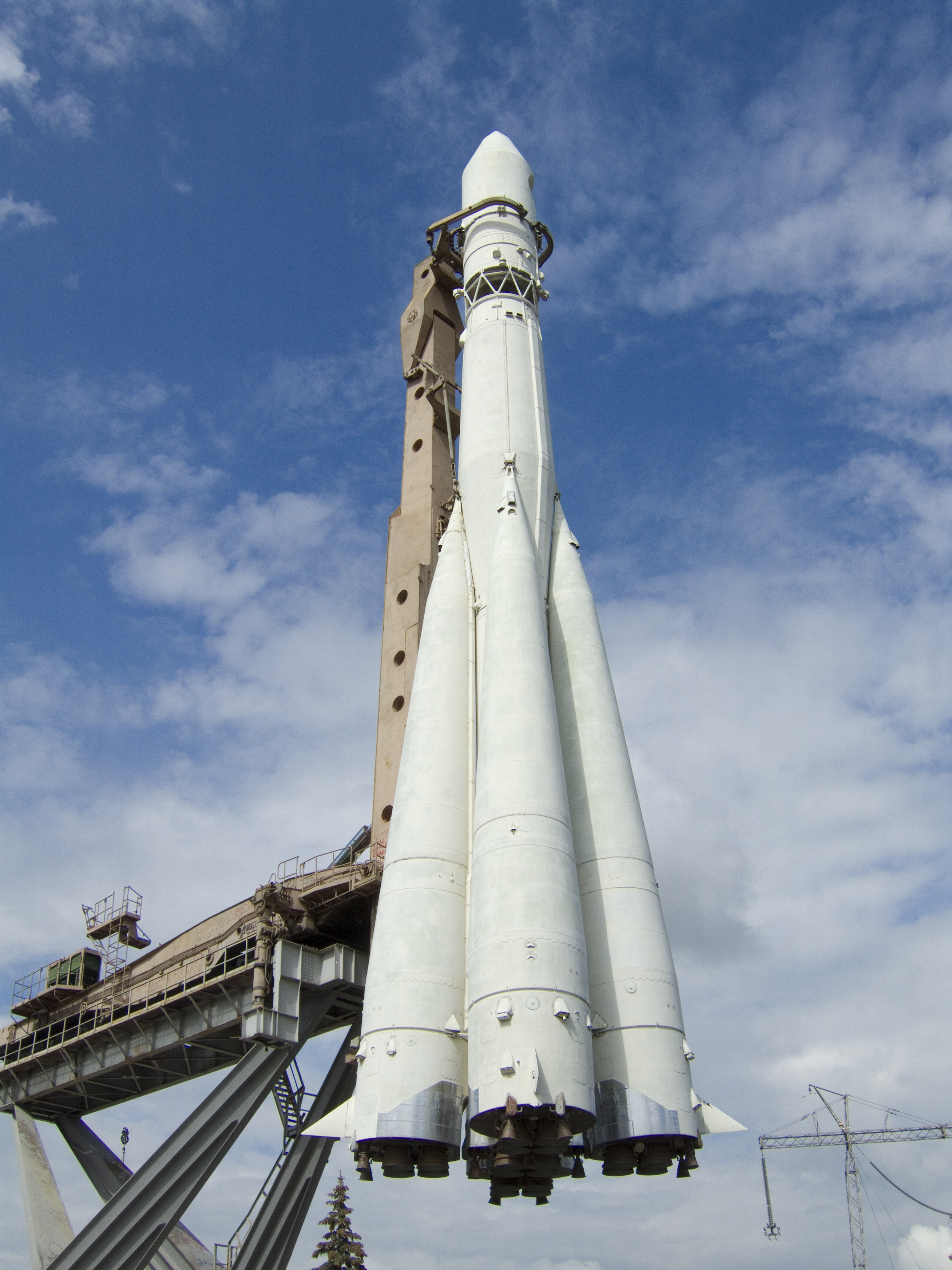
Р-7 — ракета-носій першого в історії людства штучного супутника Землі

Список деяких запусків космічних супутників власними ракетами-носіями за країною.
Космічна гонка почалася в 1950-х між СРСР та США. 4 жовтня 1957 СРСР вивів на орбіту перший штучний супутник Землі — «Супутник-1».
Станом на 2013, на земній орбіті перебувають штучні супутники близько 50 країн, проте лише 13 держав історично досягали можливості запускати їх власними ракетами-носіями, і 10 мають цю можливість зараз. Ці країни, а також іноді ЄС з його космічним агентством ЄКА, називають «космічними державами » і членами «космічного клубу». З цих країн 9 продовжують пуски з власних космодромів, Україна — з іноземних, а 2 країни, які раніше також використовували іноземні космодроми (Франція та Велика Британія) здійснюють пускову діяльність у складі ЄКА. Пускову діяльність здійснюють також приватні компанії  — американська компанія SpaceX, Orbital Sciences Corporation та міжнародна програма «Морський старт».
Освоївши технологію самостійних пусків ШСЗ, 3 країни (СРСР і його наступниця Росія, США та КНР) освоїли технологію самостійних пілотованих космічних польотів.

Космічні держави

## Список деяких орбітальних запусків
| №       | Країна[0]              | Дата              | Ракета-носій       | Космодром                    | Супутник        |
| ------- | ---------------------- | ----------------- | ------------------ | ---------------------------- | --------------- |
| 1       | СРСР [2]               | 4 жовтня 1957     | «Р-7» («Супутник») | СРСР, Байконур               | «Супутник-1»    |
| 2       | США                    | 31 січня 1958     | «Юпітер-С»         | США, Мис Канаверал           | «Експлорер-1»   |
| 3       | Франція [4][1]         | 26 листопада 1965 | «Діамант-А»        | Алжир, Хаммагір              | «Астерікс»      |
| 4       | Японія                 | 11 лютого 1970    | «Ламбда-4S»        | Японія, Утіноура             | «Осумі»         |
| 5       | Китай                  | 24 квітня 1970    | «Великий похід»    | Китай, Цзюцюань              | «Дунфан Хун-1»  |
| 6       | Велика Британія [5][1] | 28 жовтня 1971    | «Блек Ерроу»       | Австралія, Вумера            | «Просперо X-3»  |
| 7       | Євросоюз [3]           | 24 грудня 1979    | «Аріан 1»          | Франція, Куру                | «Cat-1»         |
| 8       | Індія                  | 18 липня 1980     | «SLV»              | Індія, Шрихарикота           | «Рохини-1»      |
| 9       | Ізраїль                | 19 вересня 1988   | «Шавіт»            | Ізраїль, Пальмахім           | «Офек»          |
| — (10)  | Росія [6][2]           | 21 січня 1992     | «Союз-У»           | Росія, Плесецьк              | «Космос-2175»   |
| — (11)  | Україна [6][7][1]      | 31 серпня 1995    | «Циклон-3»         | Росія, Плесецьк              | «Січ-1»         |
| — (12)  | «Морський старт»[8]    | 28 березня 1999   | «Зеніт-3SL»        | «Морський старт»             | DemoSat         |
| — (13)  | SpaceX                 | 28 вересня 2008   | «Falcon 1»         | «Омелек»                     | Вантажний макет |
| 10 (14) | Іран                   | 2 лютого 2009     | «Сафір-2»          | Іран, Семнан                 | «Омід»          |
| 11 (15) | Північна Корея         | 12 грудня 2012    | «Инха-3»           | КНДР, Сохе                   | «Кванменсон-3»  |
| 12 (16) | Південна Корея         | 30 січня 2013     | «Наро-1»           | Південна Корея, Наро         | STSAT-2C        |
| 13      | Україна                | 13 січня 2022     | «Falcon 9»         | Флорида (США), мис Канаверал | «Січ-2-30»      |

Примітки до таблиці: 
0 Діючі космічні держави виділені жирним.
2 Правонаступниця СРСР, Росія після його розпаду переважно продовжила радянську космічну програму.
3 Запускаюча ШСЗ своїми РН, ЄКА  є загальним космічним агентством для кількох країн Європи та деякими джерелами враховується як космічна держава.
4 Франція раніше власними РН спочатку вивела перший ШСЗ з космодрому в Алжирі, після чого запускала супутники з власного космодрому на Французькій Гвіані, який потім був переданий ЄКА для експлуатації європейськими РН.
5 Велика Британія запустила ШСЗ власної РН єдиний раз з контрольованого нею космодрому в Австралії, після чого відмовилася від здійснення незалежної космічної програми та увійшла в ЄКА.
6 Росія та Україна успадкували виробництво та розробку ракет-носіїв від СРСР.
7 Україна має незвичайний статус: незважаючи на достатньо великий науково-технічний потенціал, вона не є космічною державою в прямому сенсі цього слова, оскільки не має незалежного доступу в космос — свого космодрому, а вироблені в Україні РН мають у своєму складі російські елементи та експлуатуються переважно Росією.
8  Демонстраційний запуск міжнародного супутника з нейтральних вод, за комерційним проектом